# Varina Davis

Państwo Davis w 1845 r.

Varina Davis właściwie Varina Banks Howell Davis (ur. 7 maja 1826 roku w Natchez, Mississippi, zm. 16 października 1906 roku na Manhattanie, Nowy Jork) – druga żona Jeffersona Davisa, jedynego prezydenta Skonfederowanych Stanów Ameryki w latach 1861-1865. Po śmierci męża zyskała sławę dziennikarki i pisarki.

## Dzieciństwo
Varina była drugim, z dwunastu dzieci Williama Burr Howella i Margaret Louisa Kempe (z tego czworo dzieci zmarło w dzieciństwie). Chociaż ojciec Variny przyjmował różne prace (był bankierem, handlarzem bawełną, politykiem, plantatorem), nie zapewniły one ani jemu ani jego rodzinie stabilizacji finansowej. Wręcz przeciwnie, nietrafione inwestycje finansowe doprowadziły do przetrwonienia prawie całego majątku żony i rodzina Howellów znacznie cierpiała z powodu ciągłych trudności finansowych.
Howellowie przyjaźnili się z Josephem Davisem (1784–1870), prawnikiem, który przeprowadził się do Natchez z Kentucky i w owym czasie stawał się jednym z najbogatszych ludzi w Mississippi.
W roku 1843, w wieku 17 lat, Varina spędziła Święta Bożego Narodzenia na farmie Hurricane niedaleko Vicksburga, plantacji bawełny należącej do Josepha Davisa. W tym czasie poznała młodszego brata właściciela plantacji, Jeffersona, byłego żołnierza i plantatora, wychowanka West Point.

## Małżeństwo
Kiedy Varian poznała Jeffersona Davisa, miał on wtedy 35 lat i był wdowcem. Jego pierwsza żona Sarah Knox Taylor zmarła w 1835, na malarię, po trzech miesiącach małżeństwa. Davis, rozważał wtedy rozpoczęcie kariery politycznej. Wyznawał poglądy demokratyczne, podczas gdy Varina, jak i jej rodzina, dzieliła poglądy Partii Wigów. Pomimo różnicy wieku i przekonań politycznych, Varina zainteresowała się dwa razy starszym od siebie Jeffersonem.
Z pozostawionej korespondencji wiadomo, iż początkowo planowo duże przyjęcie weselne, które miało się odbyć podczas Świąt Bożego Narodzenia 1844 roku w Hurricane. Z nieznanych przyczyn na krótko przed planowanym terminem odwołano zaręczyny i ślub. W styczniu 1845 roku Varina zachorowała i Davis, obawiając się o jej zdrowie, często ją wtedy odwiedzał. Prawdopodobnie oświadczył się wtedy ponownie. Okres narzeczeństwa był bardzo krótki i nieformalny. Ślub odbył się 26 lutego 1845 roku w domu rodzinnym Variny, w małym gronie przyjaciół i rodziny panny młodej. Rodzina pana młodego była nieobecna.